# قائمة أكبر الشركات في إسرائيل
تسردُ هذه المقالة أكبر الشركات في إسرائيل من حيثُ إيراداتها وصافي أرباحها وإجمالي أصولها والقيمة السوقية وفقًا لمجلة الأعمال الأمريكية فوربس.

## القائمة
تستند هذه القائمة إلى تصنيف فوربس غلوبال 2000، والذي يُصنّف أكبر 2000 شركة عامة في العالم. تأخذ قائمة فوربس في الاعتبار العديد من العوامل، بما في ذلك الإيرادات وصافي الربح وإجمالي الأصول والقيمة السوقية لكل شركة؛ ويتم إعطاء كل عامل مرتبة مرجحة من حيث الأهمية عند النظر في الترتيب العام. يسرد الجدول أدناه أيضًا مقر الشركة وقطاع الصناعة الذي تعمل به. الأرقام بمليارات الدولارات الأمريكية وهي ترجعُ للسنة المالية 2018. الشركات الإسرائيلية التسعة المدرجة في التصنيف ظاهرة في الجدول التالي.
| الترتيب على إسرائيل | الترتيب العالمي في فوربس 2000 | الاسم                  | مقر       | الإيراد (بالمليارات) | الأرباح (بالمليارات) | الأصول (بالمليارات) | القيمة السوقية (بالمليارات) | صناعة            |
| ------------------- | ----------------------------- | ---------------------- | --------- | -------------------- | -------------------- | ------------------- | --------------------------- | ---------------- |
| 1                   | 751                           | صناعات تيفا الصيدلانية | بتاح تكفا | 18.8                 | -2.3                 | 60.7                | 15.5                        | الأدوية          |
| 2                   | 883                           | بنك لئومي              | تل أبيب   | 3.8                  | 0.9                  | 123.3               | 10.1                        | الخدمات المصرفية |
| 3                   | 959                           | بنك هبوعليم            | تل أبيب   | 4.1                  | 0.7                  | 123.3               | 9.5                         | الخدمات المصرفية |
| 4                   | 1302                          | تشك بوينت              | تل أبيب   | 1.9                  | 0.8                  | 5.8                 | 18.7                        | برمجة            |
| 5                   | 1508                          | بنك ديسكونت إسرائيل    | تل أبيب   | 2.7                  | 0.4                  | 64.0                | 4.3                         | الخدمات المصرفية |
| 6                   | 1669                          | بنك مزراحي تفحوت       | رمات جان  | 2.2                  | 0.3                  | 69.0                | 5.0                         | الخدمات المصرفية |
| 7                   | 1863                          | مجدال للتأمين          | بتاح تكفا | 4.4                  | 0.2                  | 41.0                | 1.1                         | تأمين            |
| 8                   | 1918                          | في بي هولدينج          | تل أبيب   | 1.1                  | 0.1                  | 35.9                | 1.1                         | الخدمات المصرفية |
| 9                   | 1954                          | ديليك                  | نتانيا    | 2.3                  | 0.1                  | 34.0                | 2.2                         | تكتل             |